# Rootless Cosmopolitans
Rootless Cosmopolitans je první sólové studiové album amerického hudebníka Marca Ribota, nahrané mj. za doprovodu stejnojmenné skupiny. Vydala jej v roce 1990 společnost Antilles Records a jeho producentem byl Arthur Moorhead (koproducenty pak Hugo Dwyer a Marc Ribot). Obsahuje jak autorské skladby, tak i převzaté od jiných autorů, včetně Jimiho Hendrixe a George Harrison. Hendrixova píseň „The Wind Cries Mary“ se zde nachází v radikálně upravené verzi, v níž Ribot recituje text a zcela vynechává původní melodii. Harrisonova píseň „While My Guitar Gently Weeps“ (od skupiny The Beatles) se zde nachází v instrumentální podobě (instrumentální je převážná část alba). Album původně mělo vyjít v dubnu 1990, jeho vydání se však pozdrželo kvůli změnám ve vedení společnosti Antilles Records.

## Seznam skladeb
| Pořadí         | Název                               | Autor                                       | Délka |
| -------------- | ----------------------------------- | ------------------------------------------- | ----- |
| 1.             | I Should Care                       | Sammy Cahn, Axel Stordahl, Paul Weston      | 1:17  |
| 2.             | Shortly After Takeoff               | Marc Ribot                                  | 4:14  |
| 3.             | The Wind Cries Mary                 | Jimi Hendrix                                | 5:01  |
| 4.             | Friendly Ghosts                     | Marc Ribot                                  | 5:20  |
| 5.             | The Cocktail Party                  | Brad Jones, Marc Ribot, Richie Schwarz      | 4:59  |
| 6.             | New Sad                             | Marc Ribot                                  | 3:01  |
| 7.             | A Mind Is a Terrible Thing to Waste | Marc Ribot                                  | 1:13  |
| 8.             | Beak Lunch Manifesto                | Brad Jones, Marc Ribot                      | 6:31  |
| 9.             | While My Guitar Gently Weeps        | George Harrison                             | 1:57  |
| 10.            | Nature Abhors a Vacuum Cleaner      | Marc Ribot                                  | 4:31  |
| 11.            | Mood Indigo                         | Barney Bigard, Duke Ellington, Irving Mills | 4:40  |
| 12.            | Have a Nice Day                     | Marc Ribot                                  | 3:43  |
| Celková délka: | Celková délka:                      | Celková délka:                              | 46:27 |

## Obsazení
- Marc Ribot – kytary, harmonika, zpěv
- Curtis Fowlkes – pozoun
- Roy Nathanson – saxofon
- Don Byron – basklarinet, klarinet
- Anthony Coleman – klávesy, klavír, varhany, sampler
- Arto Lindsay – kytara
- David Sardi – kytara
- Brad Jones – basa, kytara
- Melvin Gibbs – basa, kytara
- Richie Schwarz – bicí, samplované perkuse
- Michael Blair – bicí, zpěv
- Ralph Carney – sona